# Sanace rodiny
Sanace rodiny je oblast sociální práce podporující fungování a zachování rodiny. Jedná se o metodu preventivní práce s rodinou v případech ohrožení vývoje dítěte. Šíře práce je veliká od doprovázení rodiny odborníkem po znovunavazování kontaktu rodiny s dítětem v ústavní výchově. Práce je poskytována multidisciplinárně (zapojuje se více odborníků, např. dětský lékař, policie, odbor sociální péče o dítě) a dlouhodobě.